# Kilgore (Teksas)
Kilgore – miasto w Stanach Zjednoczonych, w stanie Teksas, w hrabstwach Gregg i Rusk.

## Demografia
Według przeprowadzonego przez United States Census Bureau spisu powszechnego w 2010 miasto liczyło 12 975 mieszkańców, co oznacza wzrost o 14,8% w porównaniu do roku 2000. Natomiast skład etniczny w mieście wyglądał następująco: Biali 71,5%, Afroamerykanie 13,5%, Azjaci 1,1%, pozostali 13,9%.